# Wąsewo (Mazovie)
Pour les articles homonymes, voir Wąsewo.
Wąsewo (prononciation : [vɔ̃ˈsɛvɔ]) est un village polonais de la gmina de Wąsewo dans le powiat d'Ostrów Mazowiecka de la voïvodie de Mazovie dans le centre-est de la Pologne.
Le village est le siège administratif (chef-lieu) de la gmina appelée gmina de Wąsewo.
Il se situe à environ 19 kilomètres au nord-ouest d'Ostrów Mazowiecka (siège du powiat) et à 87 kilomètres au nord-est de Varsovie (capitale de la Pologne).
Le village compte approximativement une population de 780 habitants en 2006.

## Histoire
De 1975 à 1998, le village appartenait administrativement à la Powiat d'Ostrów dans la voïvodie d'Ostrołęka.